# حميد بن معيوف الهمداني
حميد بن معيوف الهمداني قائد عربي خدم في الخلافة العباسية في أوائل القرن التاسع .
في عام806، وفقًا لما قاله الطبري ، وضعه الخليفة هارون الرشيد مسؤولًا عن «سواحل بلاد الشام في شرق البحر المتوسط حتى مصر».  